# 1449
| [ Edytuj tabelę ]                          | |
| Król Polski                                | - 1447 Kazimierz IV Jagiellończyk 1492 |
| Książę Albanii                             | - 1443 Skanderbeg 1468 - 1446 Lekë Dukagjini 1481 |
| Współksiążęta Andory                       | - 1437 Arnau Roger de Pallars 1461 - 1436 Gaston IV 1472 |
| Król Anglii                                | - 1422 Henryk VI 1461 |
| Król Aragonii i Walencji, hrabia Barcelony | - 1416 Alfons V Aragoński 1458 |
| Władca Azteków                             | - 1440 Montezuma I 1468 |
| Elektor Brandenburgii                      | - 1440 Fryderyk II Żelazny 1471 |
| Książę Bawarii-Landshut                    | - 1393 Henryk XVI Bogaty 1450 |
| Książę Bawarii-Monachium                   | - 1438 Albert III 1460 |
| Książę Burgundii                           | - 1419 Filip III Dobry 1467 |
| Cesarz Bizancjum                           | - 1449 Konstantyn XI Paleolog 1453 |
| Sułtan Brunei                              | - 1433 Sulaiman 1473 |
| Cesarz Chin                                | - 1435 Zhu Qizhen 1449 - 1449 Jingtai 1457 |
| Król Cypru                                 | - 1432 Jan II 1458 |
| Król Czech                                 | - 1440 Władysław Pogrobowiec 1457 |
| Król Danii                                 | - 1448 Chrystian I 1481 |
| Dalajlama                                  | - 1391 Gendun Drup 1474 |
| Władca Egiptu                              | - 1438 Czakmak 1453 |
| Cesarz Etiopii                             | - 1434 Zara Jaykob Konstantyn 1468 |
| Król Francji                               | - 1422 Karol VII 1461 |
| Król Gruzji                                | - 1446 Jerzy VIII 1465 |
| Hrabia Holandii                            | - 1433 Filip III Dobry (z Burgundii) 1467 |
| Władca Inków                               | - 1438 Pachacutec 1471 |
| Cesarz Japonii                             | - 1428 Go-Hanazono 1464 |
| Kalif                                      | - 1441 Al-Mustakfi II 1451 |
| Król Kastylii i Leónu                      | - 1406 Jan II Kastylijski 1454 |
| Patriarcha Konstantynopola                 | - 1443 Grzegorz III Mammas 1450 |
| Władca Korei                               | - 1418 Sejong Wielki 1450 |
| Wielki książę litewski                     | - 1440 Kazimierz IV Jagiellończyk 1492 |
| Cesarz Majapahitu                          | - 1447 Kertawidżaja 1451 |
| Sułtan Maroka                              | - 1421 Abdulhak II 1465 |
| Senior Monako                              | - 1436 Jan I 1454 |
| Wielki książę moskiewski                   | - 1425 Wasyl II Ślepy 1462 |
| Król Nawarry                               | - 1441 Jan II Aragoński 1479 |
| Król Norwegii                              | - 1449 Karol VIII Knutsson Bonde 1450 |
| Sułtan Omanu                               | - 1435 Abu al-Hasan 1451 |
| Elektor Palatynatu                         | - 1436 Ludwik IV 1449 - 1449 Fryderyk I 1476 |
| Papież                                     | - 1439 Feliks V 1449 - 1447 Mikołaj V 1455 |
| Król Portugalii                            | - 1438 Alfons V 1481 |
| Cesarz Rzymski (niemiecki)                 | - 1440 Fryderyk III Habsburg 1493 |
| Kapitanowie Regenci San Marino             | - 1448 Baldassarre di Giovanni Cecco di Giovanni da Valle 1449 - 1449 Bartolo di Angelo di Ciono Venturuccio di Lorenzo 1449 - 1449 Bianco di Antonio Simone di Antonio Belluzzi 1450 |
| Despota Serbii                             | - 1429 Jerzy I Branković 1456 |
| Elektor Saksonii                           | - 1428 Fryderyk II Łagodny 1464 |
| Król Szkocji                               | - 1437 Jakub II 1460 |
| Król Szwecji                               | - 1448 Karol Knutsson Bonde 1457 |
| Król Tajlandii                             | - 1448 Borommatrailokkanat 1488 |
| Sułtan Turków                              | - 1446 Murad II 1451 |
| Doża Wenecji                               | - 1423 Francesco Foscari 1457 |
| Król Węgier                                | - 1444 Władysław Pogrobowiec 1457 |
| Cesarz Wietnamu                            | - 1442 Lê Nhân Tông 1459 |
| Wielki mistrz zakonu krzyżackiego          | - 1441 Konrad von Erlichshausen 1450 |

Rok 1449 / MCDXLIX
stulecia: XIV wiek ~
XV wiek ~
XVI wiek

lata: 1439 «
1444 «
1445 «
1446 «
1447 «
1448 «
1449
» 1450
» 1451
» 1452
» 1453
» 1454
» 1459

## Wydarzenia w Polsce
- 31 sierpnia – traktat o wieczystym przymierzu pomiędzy Kazimierzem IV Jagiellończykiem a Wasylem II Ślepym.
- 6 grudnia–14 grudnia – w Piotrkowie obradował sejm[1].

## Wydarzenia na świecie
- 6 stycznia – Konstantyn XI Paleolog został koronowany w Mistrze na ostatniego cesarza Cesarstwa Bizantyńskiego.
- 12 lutego – arcyksiążę Austrii i regent Tyrolu Zygmunt Habsburg ożenił się w Innsbrucku z księżniczką Eleonorą Stewart, córką króla Szkocji Jakuba I.
- 7 kwietnia – abdykował Feliks V; koniec schizmy bazylejskiej.
- 3 lipca – król Szkocji Jakub II poślubił Marię of Gueldres.
- 6 lipca – zwycięstwo wojsk mediolańskich nad szwajcarskimi w bitwie pod Castione.
- 1 września – chiński cesarz Zhu Qizhen został pokonany i ujęty przez Ojratów pod wodzą Esena. Koniec militarnej przewagi dynastii Ming nad koczownikami.

## Urodzili się
- 1 stycznia – Wawrzyniec Medyceusz, władca Florencji (zm. 1492)
- 17 stycznia – Hosanna z Mantui, włoska tercjarka dominikańska, mistyczka, błogosławiona katolicka (zm. 1505)
- 14 listopada – Zdenka z Podiebradów, księżniczka czeska, księżna Saksonii (zm. 1510)

- Teodoryk Endem, holenderski franciszkanin, męczennik, święty katolicki (zm. 1572)

## Zmarli
- 27 października – śmierć Uług Bega